# ピキン
ピキン（Pikine）は、セネガル共和国の都市。ダカール県の東に位置し、ダカール都市圏の郊外を形成する主要都市である。ダカール州ピキン県全域を占め、3つの郡 (arrondissement)、16の区 (commune d'arrondissement) に分かれている。2002年に北西部がゲジャワイ県に分割された。西はリュフィスク県。

## 行政区
- ダグダン郡
  - ダリフォール
  - ジダー＝チャロイ・カウ
  - ピキン・ノール
  - ピキン・エスト
  - ピキン・ウェスト
  - ギナウ・ライユ・ノール
  - ギナウ・ライユ・シュッド
- チャロイ郡
  - チャロイ・ガール
  - チャロイ・シュル・メール
  - ティヴァワン・ジャクサオ
  - ンバオ
  - ジャマゲン・シカプ・ンバオ
- ニャイス郡
  - クル・マサール
  - マリカ
  - ユンブル・ノール
  - ユンブル・シュッド

## 出身者
- ザルゴ・トゥーレ：サッカー選手
- パプ・ムッサ・ディアカテ：サッカー選手